# 杜蘭德 (密歇根州)
杜蘭德（英語：Durand）是一個位於美國密歇根州夏厄沃西縣的城市。

## 人口
根據2020年美國人口普查的數據，杜蘭德的面積為5.06平方千米，當中陸地面積為5.06平方千米，而水域面積為0.00平方千米。當地共有人口3507人，而人口密度為每平方千米693人。